# Fimbristylis diphylloides
Fimbristylis diphylloides là loài thực vật có hoa trong họ Cói. Loài này được Makino mô tả khoa học đầu tiên năm 1925.